# Friedrich Sixt von Arnim
Friedrich Bertram Sixt von Arnim (Wetzlar, 27. studenog 1851. – Magdeburg, 30. rujna 1936.) je bio njemački general i vojni zapovjednik. Tijekom Prvog svjetskog rata zapovijedao je s IV. korpusom i 4. armijom na Zapadnom bojištu. 

## Obitelj
Friedrich Sixt von Arnim je rođen 27. studenog 1851. u Wetzlaru. U listopadu 1882. sklopio je brak s Klarom von Voigts-Rhetz, kćeri kasnijeg pruskog generala Juliusa von Voigts-Rhetza. Sin Friedricha i Klare, Hans-Heinrich Sixt von Arnim također je odabrao vojni poziv, te je bio istaknuti njemački zapovjednik tijekom Drugog svjetskog rata. Zarobljen je u Bitci za Staljingrad, te je umro u zarobljeništvu 1. travnja 1952. godine.

## Vojna karijera
Sixt von Arnim srednju školu pohađa u rodnom Wetzlaru, nakon čega u srpnju 1870. neposredno pred početak Prusko-francuskog rata, stupa u prusku vojsku gdje služi u Gardijskoj grenadirskoj pukovniji "Königin Augusta" u Berlinu. U Prusko-francuskom ratu teško je ranjen u Bitci kod Saint Privata za što je odlikovan Željeznim križem. Po završetku rata u Gardijskoj grenadirskoj pukovniji "Königin Augusta" obnaša od siječnja 1875. najprije dužnost pobočnika bojne, a od travnja 1876. pobočnika pukovnije. U veljači 1880. premješten je u 3. gardijsku pješačku brigadu gdje također obnaša dužnost pobočnika. Od svibnja 1884. nalazi se na službi u Glavnom stožeru tijekom koje službe je, u travnju 1886., unaprijeđen u čin satnika. Od svibnja 1888. služi u 22. pješačkoj diviziji smještenoj u Kasselu, da bi potom od siječnja 1889. bio raspoređen na službu u prusko ministarstvo rata. U srpnju 1890. postaje zapovjednikom satnije u Grenadirskoj pukovniji "König Friedrich Wilhelm IV" i to do ožujka 1891. kada je premješten u stožer IV. korpusa u Münster. Istodobno s tim imenovanjem promaknut je u čin bojnika. Od svibnja 1893. ponovno se nalazi na službi u Glavnom stožeru, i to do kolovoza 1896. kada je premješten u 36. magdeburšku streljačku pukovniju u Halle gdje zapovijeda bojnom. U ožujku 1897. dostiže čin potpukovnika, nakon čega od srpnja 1897. služi kao načelnik stožera XIII. korpusa sa sjedištem u Stuttgartu.
U siječnju 1900. unaprijeđen je u čin pukovnika, nakon čega, u listopadu 1900., postaje zapovjednikom 6. vestfalijske pješačke pukovnije "Graf Bülow von Dennewitz", kojom zapovijeda godinu dana, do studenog 1901., kada je imenovan načelnikom stožera prestižnog Gardijskog korpusa. Navedenu dužnost obnaša do lipnja 1903. kada je premješten na službu u prusko ministarstvo rata gdje obnaša dužnost načelnika općeg odjela. U međuvremenu je, u travnju 1903. promaknut u čin general bojnika, dok čin general poručnika dostiže u listopadu 1906. godine. U srpnju 1908. postaje zapovjednikom 13. pješačke divizije smještene u Münsteru, da bi u ožujku 1911. dobio zapovjedništvo nad IV. korpusom smještenim u Magdeburgu zamijenivši na tom mjestu Paula von Hindenburga koji je otišao u mirovinu. Te iste godine, u travnju, promaknut je u čin generala pješaštva. Na mjestu zapovjednika IV. korpusa dočekuje i početak Prvog svjetskog rata.

## Prvi svjetski rat
Na početku Prvog svjetskog rata IV. korpus nalazio se u sastavu njemačke 1. armije kojom je na Zapadnom bojištu zapovijedao Alexander von Kluck. Zapovijedajući navedenim korpusom Sixt von Arnim sudjeluje najprije u kolovozu u Bitci kod Monsa, te odmah potom u Bitci kod Le Cateaua. Potom u rujnu IV. korpus sudjeluje u Prvoj bitci na Marni, te nakon toga u Prvoj bitci na Aisnei. Početkom listopada 1914. IV. korpus je premješetn u sastav 6. armije u sklopu koje sudjeluje u Bitci kod Arrasa i Bitci kod La Basseea. Tijekom 1915. Sixt von Arnim s IV. korpusom drži liniju bojišta u Flandriji i Artoisu, te u rujnu sudjeluje u Bitci kod Loosa. U srpnju 1916. IV. korpus ulazi u sastav 2. armije kojom je zapovijedao Fritz von Below u sastavu koje Sixt von Arnim sudjeluje u Bitci na Sommi. Za zapovijedanje u navedenoj bitci 10. kolovoza 1916. odlikovan je ordenom Pour le Mérite.
U veljači 1917. postaje zapovjednikom 4. armije zamijenivši na tom mjestu vojvodu Albrechta koji je postao zapovjednikom grupe armija. Tijekom te godine u lipnju sudjeluje u Bitci kod Messinesa, te u prosincu u krvavoj Bitci kod Passchendaelea. Na proljeće 1918. 4. armija sudjeluje u Bitci na Lysi, drugom njemačkom napadu u sklopu njemačkih Proljetnih ofenziva. Iako su njegove jedinice zauzele Kemmelberg, nakon nekoliko mjeseci poražene su u Petoj bitci kod Ypresa, te prisiljene na povlačenje na liniju Antwerpen-Maas.

## Poslije rata
Nakon što je 11. studenog potpisano potpisivanja primirje, Sixt von Arnim postaje zapovjednikom Grupe armija A, te se, nakon povratka i demobilizacije iste, početkom 1919. umirovljuje. Ostatak života provodi u Magdeburgu, te se često pojavljuje kao govornik o temama iz Prvog svjetskog rata. Preminuo je 30. rujna 1936. u 86. godini života u Magdeburgu.
Sixt von Arnim proglašen je počasnim građaninom rodnog Wetzlara, te je njegovim imenom nazvana i jedna ulica koja još uvijek postoji. U Magdeburgu je 1928. njegovim imenom nazvana vojarna, te 1933. i jedna ulica. I ulica i vojarna su 1945., nakon završetka Drugog svjetskog rata preimenovane. U Wetzlaru je 1935. njegovim imenom također nazvana vojarna koja je bila najveća u njemačkoj državi Hessen. Vojarna je, 1992., nakon završetka hladnog rata zatvorena.

## Vanjske poveznice
(engl.) Friedrich Sixt von Arnim na stranici Prussianmachine.com

(njem.) Friedrich Sixt von Arnim na stranici Deutschland14-18.de

(njem.) Friedrich Sixt von Arnim na stranici Deutsche-biographie.de